# Дмитровська (станція метро)
55°48′23″ пн. ш. 37°34′54″ сх. д. / 55.8063888989° пн. ш. 37.5816666767° сх. д.
«Дми́тровська» (рос. Дмитровская) — станція Серпуховсько-Тимірязєвської лінії Московського метрополітену, розташована між станціями «Савеловська» і «Тимірязєвська». Відкрита у складі черги «Савеловська» — «Отрадне» 1 березня 1991. Названа за розташованим поруч Дмитровському шосе.

## Технічна характеристика
Конструкція станції — пілонна трисклепінна глибокого закладення (глибина закладення — 59 м). На станції не розкрито по три проходи з центрального залу в бічні через складну гідрогеологічну обстановку (за іншими даними — через брак коштів і часу).

## Колійний розвиток
Станція без колійного розвитку.

## Оздоблення
В оздоблені колійних стін і станційного залу використано червоний мармур. На торцевій стіні залу і над входом на ескалатор розміщені литі барельєфи на тему оборони Москви в 1941 (скульптор Ф. Д. Фівейський). Підлога викладена червоним і чорним гранітом.

## Вестибюлі і пересадки
Вихід у місто через підземні переходи на Дмитровське шосе, до однойменної залізничної платформі Ризького напрямку Московської залізниці.

### Пересадки
- Станцію МЦД  Дмитровська
- Автобуси: м40, 87, 447, 466, с543, т29, т56, т78;  
  - обласні: 310, 415;
- Трамваї: 27, 29;